# José Pinto
José Luís Franca Abranches Pinto (* 19. Juni 1956 in Lissabon) ist ein ehemaliger portugiesischer Geher.
Bei den Europameisterschaften 1982 in Athen kam er im 20-km-Gehen auf den 14. Platz.
1983 belegte er bei den Weltmeisterschaften in Helsinki im 20-km-Gehen Rang 23 und im 50-km-Gehen Rang 16 und gewann bei den Iberoamerikanischen Meisterschaften Silber im 20-km-Gehen.
Bei den Olympischen Spielen 1984 in Los Angeles kam er im 50-km-Gehen auf den achten und im 20-km-Gehen auf den 25. Platz. 1986 erreichte er bei den Europameisterschaften in Stuttgart im 50-km-Gehen nicht das Ziel. Im Jahr darauf schied er bei den Halleneuropameisterschaften 1987 in Liévin im 5000-Meter-Gehen in der Vorrunde aus und kam bei den Weltmeisterschaften in Rom im 20-km-Gehen auf den 18. Platz und im 50-km-Gehen auf den 15. Platz.
Bei den Olympischen Spielen 1988 in Seoul folgte Platz 31 im 20-km-Gehen und Platz 21 im 50-km-Gehen.
1990 erreichte er bei den Europameisterschaften in Split weder im 20-km-Gehen noch im 50-km-Gehen das Ziel. Bei den Olympischen Spielen 1992 in Barcelona wurde er im 50-km-Gehen disqualifiziert.
Je sechsmal wurde er Portugiesischer Meister im 20-km-Gehen (1980–1984, 1990) und im 50-km-Gehen (1985, 1987, 1989–1991, 1993).

## Persönliche Bestzeiten
- 20 km Gehen: 1:24:05 h, 7. Mai 1989, Montijo (ehemaliger nationaler Rekord)
- 50 km Gehen: 3:52:43 h, 19. März 1989, Viseu (ehemaliger nationaler Rekord)